# Pripiceni-Curchi, Rezina
Pripiceni-Curchi este un sat din cadrul comunei Pripiceni-Răzeși din raionul Rezina, Republica Moldova.
Mănăstirea Pripiceni-Curchi este o mănăstire de călugărițe datată din 1817-1818.